# لجنة تحقيق النساء المفقودين

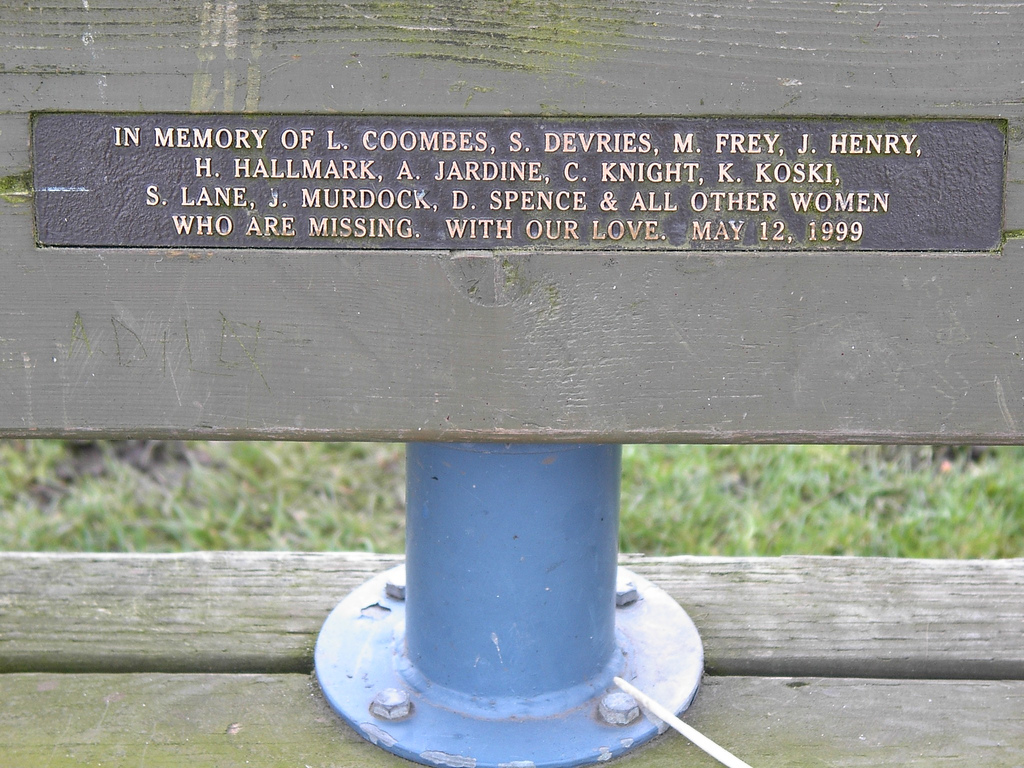

لجنة تحقيق النساء المفقودين هي لجنة أنشئت في كولومبيا البريطانية، أمر بتشكيلها نائب الحاكم في المجلس في الموافق 27 سبتمبر 2010، لتقييم الاستجابة لتطبيق القانون بشأن التقارير عن النساء المفقودات والقتيلات.

## نشأتها
أُنشئت لجنة تحقيق النساء المفقودين في كولومبيا البريطانية، وأمر بها نائب الحاكم في المجلس في 27 سبتمبر 2010.

## هدفها
تقييم استجابة تطبيق القانون لتقارير النساء المفقودات والمقتولات.

## تاريخها
في 9 ديسمبر 2007، أدين روبرت بيكتون، وهو مزارع خنازير من بورت كوكتلام، بجريمة قتل من الدرجة الثانية في مقتل ست نساء. واتهم أيضا في وفاة عشرين امرأة إضافية، وكثير منهم من شرق وسط مدينة فانكوفر. ومع ذلك، ظل التاج في هذه التهم في عام 2010. وفي ديسمبر 2007 ، حُكم عليه بالسجن مدى الحياة، دون إمكانية لإطلاق سراح مشروط لمدة 25 سنة. وهي كانت أطول عقوبة إذن متاحة بموجب القانون الكندي بتهمة القتل.